# آلن ونکوس

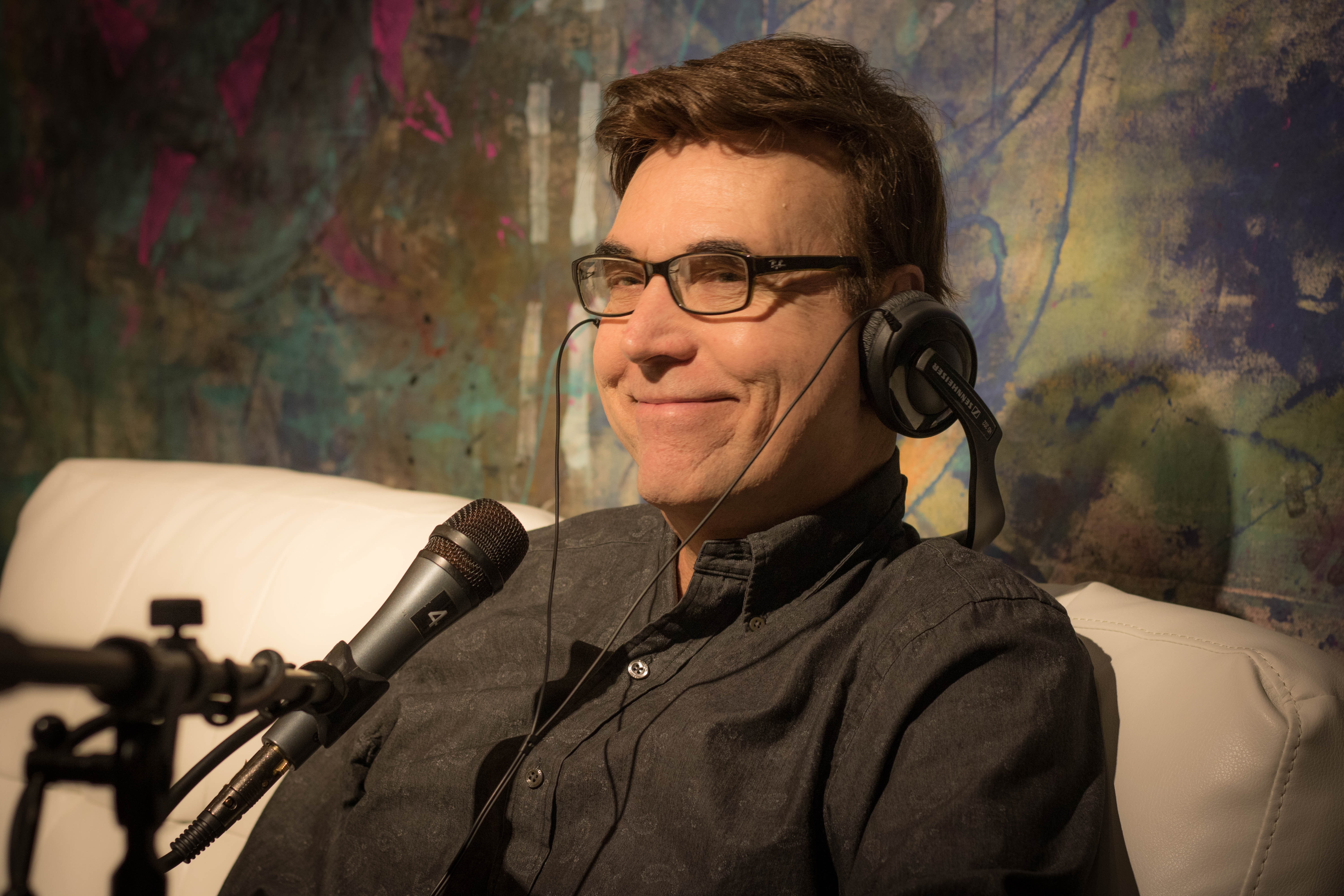
آلن ونکوس، فیلم‌نامه‌نویس اهل آمریکا - ۲۰۱۷

آلن ونکوس (انگلیسی: Alan Wenkus) یک فیلم‌نامه‌نویس اهل ایالات متحده آمریکا است. 
وی فیلم‌نامه‌نویس فیلم‌هایی همچون از کف خیابان‌های کامپتون بوده است.